# NGC 2455
NGC 2455 est un amas ouvert situé dans la constellation de la Poupe. Il a été découvert par l'astronome britannique John Herschel en 1836.
On ne connait ni la distance, ni l'âge de cet amas. De plus, comme il est situé dans un champ dense d'étoiles et que les étoiles de l'amas sont peu lumineuses, il est difficile de connaitre exactement son  étendue.
Selon la classification des amas ouverts de Robert Trumpler, cet amas renferme moins de 50 étoiles (lettre p) dont la concentration est moyennement faible (III) et dont les magnitudes se répartissent sur un intervalle moyen (le chiffre 2).